# Культура Северной Ирландии
Культура Северной Ирландии

## Фотография
Развитие фотографии в регионе начинается с 1880 года. В то время фотография использовала конфликт в качестве основного материала. Архивы главных музеев Северной Ирландии содержат работы, отражающие в себе всю общественную жизнь, начиная с конца XIX и всего XX века, включая основные события, связанные с развитием конфликта. Одним из наиболее известных фотографов, занимающихся конфликтом, является Донаван Вили. Его работы освещают такие важнейшие элементы самосознания как история, архитектура, религиозная принадлежность. В начале 2000-х годов Донован Вили был единственным фотографом, имеющим доступ к одной из тюрем Северной Ирландии, где содержались в основном политические заключенные. Именно работы, изображавшие главную тюрьму региона, принесли фотографу наибольшую известность.

## Граффитиангл.Murals
Развитие граффити в регионе имеет длинную историю. Еще во времена Вильгельма Оранского, рисунки, размещенные на стенах укреплений, обозначали утверждение там англичан и, соответственно, протестантизма. Католики же начали использовать данный вид искусства только во времена кампаний за предоставление гомруля в начале XX века. К середине XX века граффити приобрели огромную популярность среди населения и стали своего рода полем для идеологической войны. Наиболее широкое освещение впервые эта тема получила в 1970 году, когда двое мужчин были приговорены к шести месяцам заключения под стражей в результате их попытки изображения ирландского триколора на одной из оживленных улиц. Еще больший резонанс получил случай, произошедший в 1980 году, когда полицейский застрелил несколько 16-летних подростков, когда те рисовали республиканские лозунги, ссылаясь на то, что он по ошибке принял кисти за оружие.

## Архитектура
Архитектура Северной Ирландии представляет собой сооружения, аналогичные большинству строений Британских островов. Основными видами можно назвать: «длинный дом», сходный по основным чертам внутренней планировки с широко распространенным в Европе так называемым среднеевропейским типом дома. В своем первоначальном виде этот дом представлял собой однокамерную постройку, в которой жилое помещение и стойла были объединены под одной крышей. Другим распространенным видом является «дом — холл», в котором стойла стали строиться отдельно от дома, а огромное помещение холла было использовано под жилье. Такие виды домов присущи и другим регионам Европы. Основной отличительной чертой является наследие кельтской культуры. В Северной Ирландии, также как и в Шотландии и на севере Англии широкое развитие имели каменные постройки, составляющие фонд кельтского наследия, представляющие собой круглые хижины, сложенные из камня и имевшие форму улья, зачастую имевшие низкие двери и практически не имевшие окон.
Конфликт еще и внес определенные изменения в культуру строительства и способов расселения населения- в зависимости от религиозной принадлежности и этнической группы. Например, в Белфасте 53 % населения проживает в раздельных районах.
Одной из характерных черт архитектуры стали так называемые разграничительные стены или их остатки, определявшие места расселения католиков и протестантов. В 2001 году только в Белфасте их насчитывалось 35. Наиболее известной такой стеной является так называемая «международная стена» (или «стена солидарности»), установленная в 1971 году во время обострения конфликта между католиками и протестантами. Помимо изображений, связанных с конфликтом, на стене изображены граффити, выражающие поддержку таким сепаратистским движениям как баскское, курдское, палестинское. Помимо этого, разногласия между республиканцами и лоялистами так часто проявлялись уличных беспорядках, что некоторые жители предпочитали строить дома с минимальным количеством окон. Долгие годы конфликта имеют своё выражение так же в том, что дома многих католиков часто бывают украшены ирландскими флагами и рисунками трилистников и другими кельтскими узорами, а в окнах можно увидеть портреты папы римского и кресты. Также неотъемлемой частью каждого католического района являются так называемые «листы чести», призванные почтить память ирландских патриотов, погибших во время стычек с британскими солдатами и лоялистской полицией.

## Телевидение
В телевидении конфликт получил широкое освещение в начале 1960-х годов, когда конфликт в силу сложного этапа своего развития практически ежедневно стал появляться в сводках новостей, которые представляли публике очень проблематичные отношения между лоялистами и республиканцами. Минусом таких репортажей являлось то, что они отражали в основном только позицию правительства. Концом преобладания правительственной точки зрения стал репортаж о «другой» Северной Ирландии, выражавший точку зрения республиканцев и показанный BBC. С тех пор все силы ирландцев были направлены на борьбу с периодическим введением цензуры в регионе и отстаивание своих гражданских прав. Таким образом, был брошен вызов главным политическим силам, а телевидение стало полем борьбы, где отстаивались права каждой их групп населения. В 1970-е, в связи с еще большей эскалацией конфликта, освещение событий в Северной Ирландии было более сдержанным и осторожным. Было также несколько случаев прямого политического давления на телевизионные службы путём введения цензуры. Тем не менее широкое распространение получили репортажи, посвященные жизни мирного населения, отражавшие всю трагичность военных действий и влияние их на жизнь обычных людей. Тема невинных людей, тема политических заключенных, тема мира в регионе Северной Ирландии в последующее десятилетие вышли на первый план. Новым видом телевизионного освещения стали документальные фильмы, получившие широкое распространение в конце 1980-х- начале 1990-х годов. В 1991 году режиссёром Майклом Коллинсом был снят документальный фильм, посвященный семидесятилетию Англо — Ирландского соглашения 1921 года, который освещал всю историю развития конфликта в XX веке. В середине 1990-х годов основными темами репортажей стали: временное примирение, связанное с подписанием декларации на Даунинг-стрит, освещавшее проблемы связанные с мирным урегулированием, такие, например, как проблема разоружения военизированных группировок.

## Кино
Фильмы, посвященные конфликту в Северной Ирландии, в большинстве случаев отражали то, как конфликт влияет на обычных людей: незаконно осужденные заключенные, безработица, уличное насилие, многочисленные человеческие потери. Всего фильмов, посвященных конфликту, только на британских островах было снято 55. Основной идеей большинства фильмов является обращение к таким универсальным человеческим качествам, присущим и католикам и протестантам, как любовь, семейственность, вера, желание жить в мире, которые показывают всю горечь конфликта и, взывая к терпимости и понимаю, вносят огромный вклад в осознание необходимости примирения и урегулирования конфликта.

## Праздники
Основные праздники Северной Ирландии часто идентичны с праздниками других европейских стран. Но есть, конечно, и черты, характерные именно этому региону. Характерной чертой является различие праздников протестантов и католиков. Так как праздники, празднуемые протестантами, являются теми же, что и в остальной части Великобритании, а католические праздники зачастую присущи только этому региону.

### День святого Патрика
День святого Патрика празднуется 17 марта. Святой Патрик, по преданию, принес христианство на языческий остров и изгнал всех змей. В честь святого Патрика устраивается парад с песнями, плясками и массовыми гуляньями, даже несмотря на то, что праздник чаще всего выпадает на Великий пост. День святого Патрика перерос национальные границы и стал своего рода международным днем Ирландии. В разных городах и странах мира, в том числе и в России, празднуют День святого Патрика. Символами праздника являются: зеленый цвет, мифические существа — лепреконы и трилистник. Именно трилистник с ростом национального сознания стал символом свободолюбивого духа ирландцев и символом борьбы за самоопределение. В середине XIX века использование эмблемы даже на время было запрещено. День святого Патрика также является национальным Днем Независимости Ирландии.

### День Пасхального восстания
День Пасхального восстания 1916 празднуется 24 апреля. Это день провозглашения Декларации создания Ирландской Республики, что повлекло за собой жесткое подавление армией всех антианглийских настроений.

### День оранжистов
Этот праздник имеет богатую историю. Победа английского короля — протестанта в битве в долине реки Бойн 12 июля 1690 года ознаменовало закрепление протестантского господства в Ирландии. В память об этом событии каждый год 12 июня начиная с 1807 года по главным улицам городов, по направлениям к церквям, проводятся так называемые «оранжевые марши», которые и по сей день привносят в общество существенный резонанс: недовольство католиков проведением маршей, и недовольство протестантов в связи с запретами на проведения маршей в определенных частях города, а иногда даже с полным запретом проведения данного мероприятия.

### Бельтайн, Самайн
Эти праздники являются одними из двух наиболее важных праздников кельтского календарного года. Празднуются они соответственно в ночь на 1 мая и на 1 ноября. Центральным ритуалом с древности считается разжигание костров на вершинах гор или холмов, которым люди стремились обеспечить благополучие своей семьи, общины, сохранить будущие посевы и скот.